# پوراز (شهربابک)
پوراز، روستایی از توابع بخش مرکزی، شهرستان شهربابک در استان کرمان ایران است.طبق بررسی اطلاعات دقیق و معتبر از منابع محلی ، روستایی با این نام در شهرستان شهر بابک وجود ندارد.

## جمعیت
این روستا در دهستان میمند قرار دارد و براساس سرشماری مرکز آمار ایران در سال ۱۳۹۵، خالی از سکنه دائم بوده‌است.